# 1044 Teutonia
1044 Teutonia este un asteroid din centura principală, descoperit pe 10 mai 1924, de Karl Reinmuth.